# Terebella jinhuensis
Terebella jinhuensis är en ringmaskart som beskrevs av Yu och Wang 1981. Terebella jinhuensis ingår i släktet Terebella och familjen Terebellidae. Inga underarter finns listade i Catalogue of Life.